# Kuźnica (Basse-Silésie)
Pour les articles homonymes, voir Kuźnica.
Kuźnica est une localité polonaise de la gmina de Węgliniec, située dans le powiat de Zgorzelec en voïvodie de Basse-Silésie.